# Abrostola brevipennis
Abrostola brevipennis är en fjärilsart som beskrevs av Walker 1858. Abrostola brevipennis ingår i släktet Abrostola och familjen nattflyn. Inga underarter finns listade i Catalogue of Life.